# Кладњице
Кладњице (до 1991. године Кладнице) су насељено место у саставу општине Лећевица, Сплитско-далматинска жупанија, Република Хрватска.

## Историја
До територијалне реорганизације у Хрватској налазиле су се у саставу старе општине Каштела.

## Становништво
На попису становништва 2011. године, Кладњице су имале 142 становника.
| Број становника по пописима | Број становника по пописима | Број становника по пописима | Број становника по пописима | Број становника по пописима | Број становника по пописима | Број становника по пописима | Број становника по пописима | Број становника по пописима | Број становника по пописима | Број становника по пописима | Број становника по пописима | Број становника по пописима | Број становника по пописима | Број становника по пописима | Број становника по пописима |
| --------------------------- | --------------------------- | --------------------------- | --------------------------- | --------------------------- | --------------------------- | --------------------------- | --------------------------- | --------------------------- | --------------------------- | --------------------------- | --------------------------- | --------------------------- | --------------------------- | --------------------------- | --------------------------- |
| 1857                        | 1869                        | 1880                        | 1890                        | 1900                        | 1910                        | 1921                        | 1931                        | 1948                        | 1953                        | 1961                        | 1971                        | 1981                        | 1991                        | 2001                        | 2011                        |
| 496                         | 553                         | 623                         | 656                         | 701                         | 719                         | 754                         | 776                         | 814                         | 802                         | 725                         | 664                         | 440                         | 318                         | 227                         | 142                         |

Напомена: Од 1857. до 1890. те у 1931. и 1948. исказивано под именом Кладњице, а од 1953. до 1991. под именом Кладнице.

### Попис1991.
На попису становништва 1991. године, насељено место Кладнице је имало 318 становника, следећег националног састава:
| Попис 1991.‍ | Попис 1991.‍ | Попис 1991.‍ | Попис 1991.‍ | Попис 1991.‍ |
| ----------- | ----------- | ----------- | ----------- | ----------- |
|             |             |             |             |             |
| Хрвати      | Хрвати      |             | 317         | 99,68%      |
| непознато   | непознато   |             | 1           | 0,31%       |
| укупно: 318 |             |             |             |             |